# Kástro-Kyllíni
Pour les articles homonymes, voir Cyllène.
Kástro-Kyllíni (en grec moderne Κάστρο-Κυλλήνη) est un ancien dème (municipalité) du district régional d'Élide (périphérie de Grèce-Occidentale) dans le Péloponnèse, en Grèce, intégré depuis 2010 dans le nouveau dème d'Andravída-Kyllíni (siège: Lechená) dont il constitue un district municipal. Son siège est le village portuaire de Kyllíni (631 habitants).

## Histoire
Le district comprend les sites de l'ancienne Cyllène, qui servit de port à la cité d'Élis et devint plus tard le port de Clarentza, ainsi que celui du château de Chlemoutsi, construit par Geoffroy II d'Achaïe.

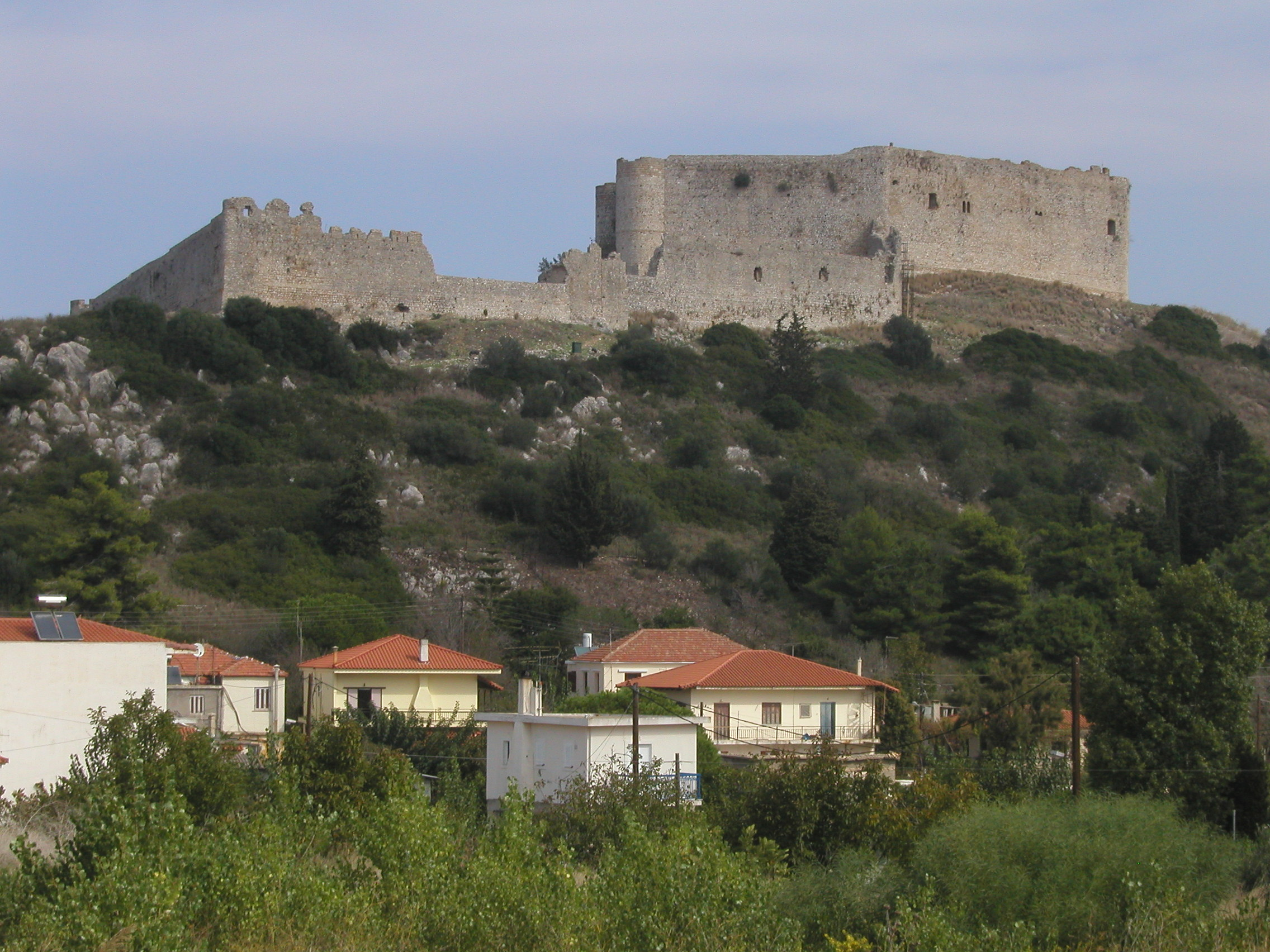
Château de Chlemoutsi
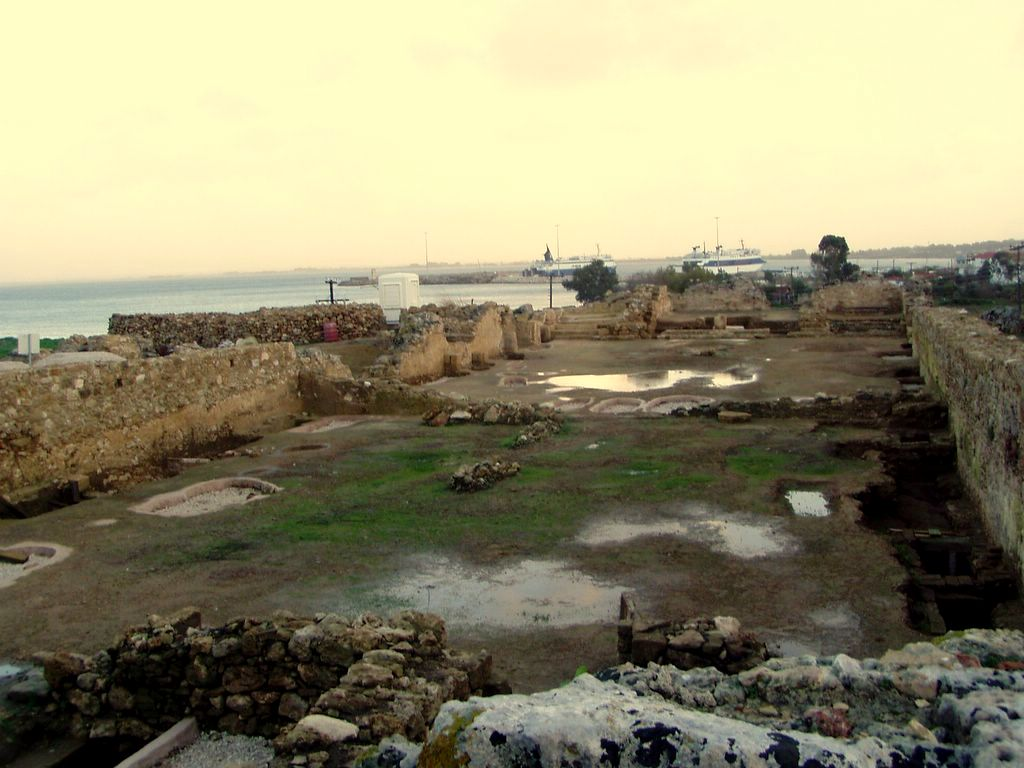
Ruines des fortifications médiévales de Clarentza